# Angrapa
Die Angrapa (kyrillisch russisch Анграпа [anˈgrapa]), deutsch Angerapp (polnisch Węgorapa [vɛŋɡɔˈrapa]), ist ein Fluss in der russischen Oblast Kaliningrad und in Polen, im historischen Ostpreußen. Der Name leitet sich von prußisch angurgis/angurys-ape ab und bedeutet auf Altpreußisch „Aalfluss“.
Sie hat eine Länge von 169 km, wovon sie 120 km durch Russland fließt.
Die Angerapp entspringt in Masuren, verlässt bei Węgorzewo (Angerburg) den Mauersee, durchfließt den Rajon Osjorsk (bis 1945 etwa Landkreis Darkehmen bzw. Angerapp) mit der Stadt Osjorsk und bildet bei Tschernjachowsk (Insterburg) zusammen mit der Inster den Pregel. Kurz vor der Grenze nach Russland mündet die Goldap in die Angerapp. Der Fluss war früher für seinen Fischreichtum bekannt. In Angerburg befand sich früher eine der größten Fischbrutanstalten Europas, in der vor allem Maränen gezüchtet wurden.